# Vainglory
『Vainglory』（ベイングローリー）は、Super Evil Megacorpが開発・運営している、基本プレイ無料のマルチプレイヤーオンラインバトルアリーナ（MOBA）。iOS、Android、Windows、Mac OS向けに配信されている。また、2019年後期にはコンソール版もリリース予定である。

## 経緯
2013年の年末に『Kindred:Asunder』として公開されていたが、2014年4月8日に発表されたアップデート1.06で、公式名称としてVaingloryを使用することを発表した。
当初アップデート1.1.6(2015年1月9日)より日本と韓国で正式サービスが開始される予定だったが、より良いゲーム環境とローカリゼーションを提供するという理由で延期された。その3ヶ月後iOSに限り、2015年4月9日より日本で正式サービスが開始された。Androidの正式サポートが開始されたのは、アップデート1.6(2015年6月29日)からである。アップデート1.6当初、150以上のAndroid端末がサポートされ、その後アップデート1.9でメモリ要件とCPUのコア数が緩和された。アップデート1.9から、Amazon Appstoreでの取り扱いが開始され、Kindle Fire HDより新しい端末で遊ぶことができる。

## 概要
ジャンルはMOBAに分類される。リリース後から5対5のゲームモードが存在した同ジャンルの他ゲームと異なり、3対3のゲームモードを優先して導入し、アップデート3.0で5対5を導入した。プレイヤーは各ゲームモードの勝利条件の達成を目指す。勝利条件は、敵の「ベインクリスタル」を破壊することや、ポイントを多く稼ぐことなどである。プレイヤーは「ヒーロー」と呼ばれるキャラクターを操作する。試合で使用するヒーローは、基本的にゲーム内通貨の「グローリー」や「ICE」でアンロックする必要がある。基本プレイ無料だが、アイテム課金が導入されており、「ICE」を課金して手に入れることもできる。

## 評価

### 受賞
Apple社の、2014年、2015年「ベストアプリ」を受賞。
WWDC2015にて、Appleデザインアワードを受賞。また、2016年GSMAモバイルワールドコングレスにて、GLOMO賞「最優秀モバイルゲーム」を受賞。

### 反響
SEMCは、2015年の正式リリース以降、毎月数百万のプレーヤー・視聴者数を獲得し、コカ・コーラ社、Razer、Amazon、NVIDIAなどの有名企業や、世界的なeスポーツチームとスポンサー契約していることを公表している。
平昌オリンピックフィギュアスケート男子で銀メダルを獲得した宇野昌磨選手が、Vaingloryを遊んでいることを明らかにした。

## ゲームプレイ
各プレイヤーはヒーローと呼ばれる、ヒーロー固有の能力と、特殊な3つのアビリティを持ったキャラクターを操作する。各プレイヤーは2つのチームに分かれ、一部のゲームモードを除き、敵の本拠地にあるベインクリスタルを破壊することを目指す。敵の本拠地まで到達するためには、レーン上に置かれた、敵のタレット（砲台）を破壊する必要がある。レーン上にはミニオンと呼ばれるモンスターが出現し、敵のタレットやヒーローを攻撃する。タレットは攻撃範囲内に入った敵のミニオンやヒーローを攻撃する。ヒーローは味方のミニオンを盾として、タレットを攻撃する必要がある。
各プレイヤーはヒーローを成長させ装備を揃えながら敵チームと戦うことになる。プレイヤーは、レーンミニオンやジャングルの中立モンスターのラストヒット（モンスターを殺すことができる最後の一撃）を取ることで経験値やゴールド（お金）を稼ぐ。経験値やゴールドは近くにいた味方ヒーローに分配される。ゴールドは敵のヒーローを倒す、金鉱掘りや、クリスタルセントリーと呼ばれるモンスターを倒す、敵のタレットを破壊する、クラーケンを倒すことなどでも入手できる。
ヒーローはレベル1からレベル12まで成長する。レベルが1上がるごとに、スキルポイントを1獲得し、各アビリティに割り当て、アビリティを強化することができる。レベル6になると「アルティメット」と呼ばれる強力なアビリティを解放することができる。アビリティは5段階まで（アルティメットは3段階まで）強化できる。アビリティを最高段階まで強化することを「オーバードライブ」と言い、スキルにより良い効果をもたらす。スキルポイントは最高１２ポイント獲得できるが、すべてのスキルをオーバードライブすることはできない。
ヒーローはアイテムを購入することで著しく強化される。アイテムは、攻撃力や攻撃速度を強化する「武器」、スキルのダメージの上昇や、再使用時間の短縮を行う「クリスタル」、体力や防御値の向上や、スキル反射ができる「防御」、移動速度の上昇や視界の確保、副次的効果を発揮する「実用」、「その他」に分けられる。アイテムは3段階あり、3段階目のアイテムを目指して購入する。アイテムの構成をアイテムビルドと言い、どのようなアイテムビルドを行うかが、試合の勝利の鍵を握る。

## ゲームモード
3v3モードおよび5v5モードの試合は、「スキル階層」に影響を与えない「カジュアル試合」と、「スキル階層」を上下させる「ランク試合」に分かれている。スキル階層とは後述するように、プレイヤ―の実力に応じて与えられる、プレイヤーの格付けのことである。ランク試合に参加するためには一定アカウントレベルへの到達、および一定数のヒーローのアンロックが必要である。条件を満たしたプレイヤーは、実力に応じたスキル階層という格付けが与えられる。
アップデート4.0でゲームモードが再編され、常にプレイできるゲームモードが、5v5ランク、5v5カジュアル、3v3ランク、ランブル、電撃の5つに決定された。3v3ランクはより高度なゲームモードに進む前の、MOBAゲームプレイに慣れるためのモードとされた。また3v3カジュアルを廃止したことで、新しいプレイヤーを2つのキューに分割することが無くなったという利点がある。ランブルはタレントを使用しないゲームモードとして、ARAL(大乱闘モード)に代わり常に遊べるようになった。電撃モードは、タレントを使用し、その他より短いゲームモードとして残された。
アップデート1.20よりボット戦が導入されており、プレイヤーはボットと対戦し練習することが可能である。ボット戦は練習モードとガチンコモードを除くゲームモードに有る。ボット戦は5段階の難易度から選ぶことができる。さらに自分だけで参加するか、プレイヤー同士のチームでボットチームと試合をするかを選ぶことができる。
ゲームモードは現在までにいくつか追加されている。アップデート1.17で「大乱闘モード」が、アップデート2.1で「電撃モード」が、アップデート2.11でシーズンモードとして「ガチンコモード」が追加されている。これらの3つのモードは「クイックモード」と呼ばれている。また、アップデート2.12でVainglory初となる5v5の対人戦のアーリーアクセスが開始され、アップデート3.0で正式に5v5の対人戦が追加された。
アップデート3.9で新しく3つのゲームモード（「ARAM（元 大乱闘モード）」、「ランブル」、「ワンフォーオール」）が追加された。
アップデート2.5より「クイックモード」に「タレント」が導入された。タレントは通常の試合で使用されるヒーローのアビリティの効果をより派手に、大きくしたものである。「タレント」はタレントコインで強化することができる。タレントコインは、マーケットやアカウントレベル報酬、デイリーチェスト、クエストなどから入手することができる。「タレント」は、出現頻度が高いものから「レア」、「エピック」、「レジェンダリー」の3種類が用意され、各タレントごとに異なる効果が発揮される。
3v3モード
1試合平均して20分～25分かかる。プレイヤーは3対3に分かれ、敵チームのベインクリスタルの破壊を目指す。マップ「ハルシオンフォルド」のすべてを使用して試合が行われる。ヒーローはレベル1から、「ヒーリング・フラスコ」と600ゴールドを所持して開始する。タレントは使用することができない。プレイヤーは役割に沿ってプレイする。
一定階層以上のランク試合では「ドラフトモード」が使用される。ドラフトモードとは、競技性の高いヒーローの選択方法で、敵味方でその試合内で使用禁止にするヒーローと、試合で使用するヒーロ―を味方チームと敵チームの交互に選び合うという方法である。ドラフトモードはVaingloryの大会でも使用されている。その他の階層の3v3ランク試合では、「ブラインドピック」が使用される。ブラインドピックはヒーローを最終的にロックするまで、敵のチームのヒーローが分からない仕組みである。また、ヒーローを敵味方で交互に選び合うことが無いため、敵チームと同じヒーロー構成となる可能性もある。
5v5モード
1試合平均して25分～30分かかる。プレイヤーは5対5に分かれ、敵チームのベインクリスタルの破壊を目指す。マップ「ソブリンライズ」のすべてを使用して試合が行われる。ヒーローはレベル1から、「ヒーリング・フラスコ」と600ゴールド、最大2個所持でき、使用後だんだん所持個数が回復する「スカウトカメラ」を所持して開始する。タレントは使用することができない。ヒーローの選択には「ドラフトモード」が使用される。
ランブル
マップ「ハルシオンフォルド」での5対5の対人戦。タレントを使用しない。
電撃モード
試合時間は5分と決められている、「クイックモード」の試合形式の1つである。試合はポイント制で行われ、先に15ポイントを取るか、試合時間が終了した際にポイント数の多いチームの勝利となる。マップ「ハルシオンフォルド」のすべてを使用して試合が行われる。ポイントは、敵ヒーロー1体を倒すごとに1ポイント、金鉱掘り、クリスタルセントリーを倒したり、敵タレットを倒したりすると3ポイントがもらえる。ヒーローはレベル9から、「ヒーリング・フラスコ」と6,000ゴールドを所持して開始する。タレントを使用することができる。
ARAM(All Random All Middle)
マップ「ソブリンライズ」での大乱闘モード。
ワンフォーオール
マップ「ソブリンライズ」での5対5の対人戦。それぞれのチームで1人のヒーローしか使用できない。
大乱闘モード
1試合平均して10分の、「クイックモード」の試合形式の1つである。プレイヤーは3対3に分かれ、敵チームのベインクリスタルの破壊を目指す。マップ「ハルシオンフォルド」のレーン部分を使用して試合が行われる。ヒーローはレベル4から、「ヒーリング・フラスコ」と2,000ゴールドを所持して開始する。タレントを使用することができる。
ヒーローはランダムに決定される。ヒーローはプレイヤー自身が選択することはできないが、ヒーロー決定後に、ヒーローの再抽選をICEを使用して行うことができる。この試合の特徴として、ヒーローは試合中にホームに戻ることができない。また、味方のタレットが破壊された時のヒーローの復活時間の短縮が起きない。
ガチンコモード
「クイックモード」の試合形式の1つである。シーズンモードとして追加され、2017年のウインターシーズンに遊ぶことができた。試合は5ラウンド制で、1ラウンドが30秒の準備時間、20秒の試合時間、サドンデスの延長時間で構成される。ラウンドごとにレベルとゴールドを獲得できる。また、ラウンドごとにタレントを使用することができるが、一度使用したタレントは二度使用することができない。
練習モード
「ソロ練習」と「ゴールドラッシュ」の2つのモードが存在する。
「ソロ練習」は、プレイヤーが1人で練習をすることができるモードである。開始時に30000ゴールドが用意される。ゴールドは時間経過で増加する。通常のアイテムのほかに、「レベルアップのジュース」が用意されている。「ゴールドラッシュ」は、レーン上でレーンミニオンのラストヒットを取る練習をすることができるモードである。
チュートリアルモード
初心者向けの解説付きモード。最初にチュートリアルができたのはアップデート1.1.0である。現行のチュートリアルはアップデート3.0のもので、このゲームでは初めて、ヒーローに日本語音声がついた。キャサリンはRME株式会社の堀籠沙耶、コシュカは横田 彩が担当した。以前はゲームアカウントを所持していないプレイヤーが最初に必ずプレイするモードであったが、アップデート3.1からは、MOBAに習熟しているプレイヤーはスキップすることが可能になったほか、ゲームモードの扱いとなり、メニュー画面からプレイすることもできる。

## マップ

### ハルシオンフォルド
3v3用のマップ。また、大乱闘モードや電撃モード、ガチンコモードはこのマップの一部、またはすべてを使用する。大乱闘モードはジャングル以外を使用し、以下のモンスターは出現しない。
トレント
攻撃すると、一定範囲にいるヒーローを足止めしようとする。倒すと、ヒーローの体力とエナジーを回復する。
エルダートレント
ゲーム開始から4分まで、ジャングルショップの位置に出現するモンスターで、トレントの上位に当たるモンスター。
クリスタルセントリー
ゲーム開始後4分後にベースからジャングル内の所定の位置に移動し、ジャングルに侵入した敵ヒーローを攻撃する。かつてはミニオン鉱山と呼ばれ、ミニオン鉱山を倒すことで、倒した側のレーンミニオンを強化していた。
金鉱掘り
ゲーム開始から15分までマップの中央に出現する。倒すことで、そのタイミングに金鉱掘りが蓄積したゴールドを獲得できる。時間経過でゴールドを蓄積し、ミニマップのダイアルに蓄積したゴールドが表示される。
クラーケン
ゲーム開始後15分後にマップの中央に出現する。クラーケンを獲得することで、倒した側のチームの味方となり、敵のタレット（オブジェクト）のみを攻撃する。クラーケンを獲得した判定がされるのは、クラーケンのキャプチャーゲージを最後に溜め切る一撃を与えたタイミングで、獲得するために与えた途中のダメージは考慮されない。クラーケンを取られた側（防御側）のチームがクラーケンの襲撃を阻止し倒すことでゴールドが得られる。性別は女性である。

### ソブリンライズ
アップデート3.0から正式実装された5v5用のマップ。3v3用のマップとは、オブジェクトや一部のアイテム（ヒーリング・フラスコの扱い、テレポート・ブーツ、視界アイテム）が異なる。また、ホーム(聖域)や川（ブラッククロ―流域）に移動速度ブーストがついたり、ベインクリスタルに防衛システム（武器庫、ハルシオン・ミサイル、ラプチャー・カスケード）が設置されていたりするなどの違いがある。
武器オーブキャンプ
このトレントを倒すと、ゴールドと経験値のほかに「武器オーブ」が手に入る。武器オーブは90秒間持続し、武器ダメージを15%増加させるほか、敵への基本攻撃にスロー効果を適用する。これを所持したヒーローが倒されると、一定の効果持続時間内なら他のヒーローが拾うことができる。
クリスタルオーブキャンプ
このトレントを倒すと、ゴールドと経験値のほかに「クリスタルオーブ」が手に入る。クリスタルオーブは90秒間持続し、クリスタルダメージを20%増加させるほか、敵に与えたクリスタルダメージの10%分体力を吸収する。これを所持したヒーローが倒されると、一定の効果持続時間内なら他のヒーローが拾うことができる。
ゴールドオークキャンプ
このトレントを倒すと、大量のゴールドと、経験値を獲得できる。
回復トレントキャンプ
回復トレントを倒すと、レベルに応じた一定の体力とエナジーを回復する。
ダブルミニオンキャンプ
多くの経験値とゴールドを獲得する。
ゴーストウィング（神獣）
ゲーム開始後6分後にマップの所定の位置（ブラッククロ―流域）に出現する。捕獲中、ブラッククロ―は反撃のアビリティとして、「強打」と「ファイアストーム」を使用する。捕獲すると、捕獲したチームは90秒間持続するバフ「ゴーストウィングの恩寵」を与えられる。捕獲されたチームはブラッククロ―を倒すことで1人300ゴールドを獲得する。性別は女性である。
ブラッククロ―（神獣）
ゲーム開始後15分後にマップの所定の位置（ブラッククロ―流域）に出現する。捕獲中、ブラッククロ―は反撃のアビリティとして、「強打」と「ファイアストーム」を使用する。捕獲すると、ミッドレーンに出現し、捕獲したチームの敵のタレットを破壊する。捕獲されたチームはブラッククロ―を倒すことで1人300ゴールドを獲得する。性別は男性である。
ハルシオン・ミサイル
ベインクリスタルから自動で発射され、敵ヒーローにスロー効果を与える。ブラッククロ―やミニオンにも一定割合のダメージを与える。
ラプチャー・カスケード
ベインクリスタルは一定の方向に爆発を起こし、敵ヒーローをスタン（気絶）させる。ブラッククロ―にも一定割合のダメージを与える。
武器庫
ベインクリスタルを守るために3個の武器庫が存在し、武器庫の数だけベインクリスタルへのダメージが軽減される。アップデート3.4より再出現するようになった。

## ヒーロー
ヒーローはアップデート4.1までに48体公開され、約1～2ヶ月ごとに1体追加されている。ヒーローの能力値はアップデートで調整を行っているため、ヒーローの強さはアップデートごとに上下することがある。ヒーローの能力そのものに変更が加わることは稀であるが、過去にはペタルが大きく能力を変更されている。
ヒーローが敵に与える基本攻撃のダメージやアビリティの効果は、武器率かクリスタル率、あるいはヒーローが購入した体力アイテムなどに影響される。購入するアイテムによって、ヒーローのアビリティのダメージや効果が変化する。アイテムはヒーローによらず、自由に組み合わせることができるが、役割やアビリティの特性上、武器ビルドかクリスタルビルド、キャプテンビルドのどれかに限定して運用されるヒーローも、少なからず存在する。

### 役割
かつてヒーローの試合における役割は、「狙撃手」、「戦士」、「魔導師」、「刺客」、「守護者」に分類されていたが、アップデート2.0で一新され、「キャリー」、「ジャングル」、「キャプテン」の３つに分類されることになった。これはおおまかにVaingloryのヒーローを分類するもので、試合におけるヒーローのポジションを制限するものではない。
キャプテン
チームの戦術をリアルタイムに指揮し、敵チームからキャリーを守る役割である。スタンやスロー、足止めで敵の動きを阻害したり、回復、バリア、強化体力の付与で味方を守ったりできるヒーローがキャプテンに向く。アイテムビルドは、味方に暫時回復効果をもたらす「再生の泉」や、敵のスキルの反射効果を持つ「クルーシブル」がコアビルドとなる。
キャリー
レーンを担当し、素早くお金を稼ぎビルドを構築して、できるだけ多くのキルを確保する役割である。チームのダメージ源となりもっとも危険な存在だが、防御アイテムが薄くなりがちで脆いヒーローでもある。
ジャングル
敵チームのキャリーを脅かしたり、ジャングルで敵を待ち伏せしたりする役割である。キャプテンとキャリーの中間と言える役割で、味方をある程度守ったり戦ったりすることができる。敵の前線を突破して敵を混乱させキルをもたらすことで活躍できる。また、敵のヒーローの攻撃速度を下げるアイテム「アトラスの肩甲」を持ち、敵の攻撃力の減少を図ることもある。

### 行動阻害アビリティ
スタン(気絶)
一定時間、このアビリティを受けたヒーローのすべての操作とアイテムの使用を禁止する。代表的なスキルとして、キャサリンの「容赦なき追跡」がある。このアビリティを使用すると、次の攻撃がスタン攻撃に変わり、攻撃を受けたヒーローやミニオンがスタンする。
スロー
一定時間や一定範囲で、このアビリティを受けたヒーローの移動速度を減少させる。代表的なスキルとして、ソーの「牽制射撃」がある。このアビリティを使用すると、アビリティの効果範囲内の敵に、効果時間中スロー効果を与える。
サイレンス
一定範囲のヒーローの、アイテム使用やアビリティの使用を禁止する。代表的なスキルとして、キャサリンの「ブラスト・トレマー」がある。このアビリティを使用すると、アビリティの効果範囲内の敵にサイレンス効果を与える。
足止め
一定時間、相手の移動を禁止する。代表的なスキルとして、ランスの「刺突」がある。このアビリティを受けた敵は、一定時間その場に足止めされる。
トラップ
一定範囲で、このアビリティを受けたヒーローの移動系アビリティの使用を禁止する。代表的なスキルとして、ライラの「魔導結界」がある。このアビリティを使用すると、アビリティの効果範囲内を通過しようとした敵にトラップ効果を、壁の通過時にスロー効果を与える。
吹き飛ばし
一定範囲にいた敵の位置を強制的に移動させる。代表的なスキルとして、トニーの「バダブーム」がある。このアビリティをターゲットに当てると、周囲の敵が吹っ飛ぶ。
引き寄せ
アビリティの効果範囲内の敵を引き寄せる。代表的なスキルとして、チャーンウォーカーの「ペイン」がある。このアビリティは「チェーンフック」に捕まっている敵ヒーローに使用でき、鎖で繋がれた敵ヒーローを引き寄せる。
怯え
アビリティの効果範囲内の敵の移動を制限し、アビリティの発生地点から遠ざける。代表的なスキルとして、バティストの「恐怖の亡霊」がある。このアビリティを敵に使用すると、敵は怯え状態となってアビリティの発生地点から遠ざかるように逃げ、毎秒ダメージを受ける。
挑発
一定範囲のすべての敵を自分に攻撃させるように仕向ける。代表的なスキルとして、トニーの「トラッシュトーク」がある。このアビリティを使用すると、トニーに与えられるダメージが削減されたうえで、一定範囲にいたすべての敵が強制的にトニーを攻撃させられる。

### スキン
ヒーローはすべて基本となるグラフィックと3Dモデルが設定されているが、この基本の見た目を変更することができる「スキン」が存在する。スキンはアップデートで追加される。スキンは、課金アイテムの「ICE」を利用して解放するか、クエストの報酬として得られた「ブループリント」と、デイリーチェストなどから入手できる「エッセンス」を消費して解放できる。
アップデート1.4.0で、スキン作製のシステム、アップデート1.7でカード作製のシステムが公開され、カードを利用してスキンが作製できるようになった。アップデート1.9からそのシーズン限定で解放できる限定版スキンの公開が始まった。アップデート2.12でスキン作製システムが一新され、それまでの入手したカードに基づいて「ブループリント」と、所持カード相当の「エッセンス」がユーザーに与えられた。
アップデート3.9でスキンの階層差による獲得できる陽光の差はすべて廃止された。

### 日本の影響
VaingloryのアートディレクターのCarlo Arellanoは、Vaingloryの世界観を作る上で、東洋と西洋の組み合わせを重視していると言い、影響を受けた人物に日本のクリエイターの名前を挙げている。キャラクターのデザインとメカニクスはどちらが先になることも有り得るそうである。リンゴは先にスキルキットが存在し、そこから「三船敏郎が銃を持っている」というインスピレーションを受けた。またリンゴという名前も、Vaingloryが最初にリリースされたiOS( Apple )と日本語の「りんご」をかけて決めたという。

## ゲームシステム

### スキル階層
| 階層順 | 日本語名        | 英語名              |
| ------ | --------------- | ------------------- |
| 10     | Vaingloryの誉れ | Vainglorious        |
| 9      | 一流の中の一流  | Pinnacle of Awesome |
| 8      | かなり最高      | Simply Amazing      |
| 7      | 注目の新星      | The Hotness         |
| 6      | 確かな実力      | Credible Threat     |
| 5      | ちょっと偉そう  | Got Swagger         |
| 4      | 結構なやり手    | Worthy Foe          |
| 3      | なかなか手堅い  | Rock Solid          |
| 2      | 進歩が見える    | Getting There       |
| 1      | 第一歩          | Just Beginning      |

スキル階層とは、プレイヤーの実力に応じた格付けのことで、ランク試合で上下する。スキル階層は10段階ある。各スキル階層は、さらに3段階に分かれ、ブロンズ、シルバー、ゴールドに分けられている。スキル階層は定期的に試合をしなければ減少することがある。また、アップデート3.4から、ドラフトモードにおけるダッジ（試合回避）への罰則として、ランクポイントの減少（スキル階層の減少）が導入された。
試合の味方や敵の選出方法には、スキル階層(VST)と異なるレーティング（マッチメーキングレーティング(MMR)）が使用されている。MMRはリセットされることのない、プレイヤーに非公開の統計情報である。試合において異なるスキル階層の味方や敵とマッチングすることがあるのは、MMRによって選出されているためである。

### ゲーム内通貨・各種ポイント
グローリー
試合をプレイすることで入手できるゲーム内通貨。試合勝利時に敗北時よりも多いグローリーを受け取れるほか、「本日初勝利」、「本日3勝目」、「シニスターセブン」、クエストやチェストなどで追加のグローリーを受け取れることがある。
ICE
基本的に課金することで入手できるゲーム内通貨。その他の入手方法として、クエストやチェスト、Vainglory公式開催のイベントやトーナメント、Twitch配信で手に入ることがある。
オパール
デイリーチェスト、シーズンチェストなどからのみ入手できる貴重なゲーム内通貨。「スペシャルスキン」の解放に使用できる。
陽光
ゲームモードをプレイすることで獲得できるシーズン制のポイント。アップデート1.19から導入されている。ポイントを獲得すると陽光のランクが上昇し、ランクごとに報酬がもらえる。試合の勝利時に１つ、敗北時に勝利時の3分の1の陽光を獲得することができる。アップデート3.7で陽光システムに50レベルが追加され（計100レベル）、報酬の数が引き上げられた。また、陽光の獲得状況によるシーズン終了後の報酬が無くなった代わりに、無料のバトルパスが与えられた。アップデート3.9でスキンの階層差による獲得できる陽光の差はすべて廃止された。
エッセンス
スキンを作製するために必要なポイント。

## 大会

### 世界大会
現行の世界大会、Vainglory World Championshipの出場チームは、過去1年の地域リーグの勝者およびワイルドカードで構成される。2016年、2017年とも12チームが世界大会の出場権を得ている。北米・欧州、東アジア（日本・韓国・香港・台湾）、中国、東南アジア、南米の5地域リーグの勝者から選出されている。ワイルドカードは、その地域の出場権を得られなかった、優秀な成績を残したチームが選ばれる。
日本のチームの最高順位は、「Divine Brothers」が出場した、2015年のVainglory World Invitationalの準優勝である。Vainglory World Championshipには、2016年、2017年と2年連続で「DetonatioN Gaming」が出場したが、入賞は逃している。なお、「DetonatioN Gaming」のVaingloryチームは、日本国内初のモバイルゲームのプロチームである。「DetonatioN Vainglory」は、2018年4月3日をもって解散した。
2018年3月15日にSuper Evil Megacorpはアリババグループのアリスポーツと協業することを発表した。アリスポーツが主催する世界規模のeスポーツ大会のWorld Electronic Sports Games(WESG) の2018年度から、競技種目としてVaingloryが追加されることになった。これを記念して、中国、韓国、インドネシア、シンガポールの選手が参加して、WESG2017グランドファイナルにてVainglory5v5初となる国際親善試合を行った。

#### Vainglory World Invitational
- 2015年7月-8月　優勝:Invincible Armada(韓国) 準優勝:Divine Brothers(日本) 3位:Gankstars(北米)[23]

#### Vainglory International Premier League
- Season1 2015年8月-9月 優勝:Gankstars Sirius(北米) 準優勝:Hunters(中国) 3位:pQq(韓国) [24]
- Season2 2015年12月-2016年1月 優勝:Ardent Alliance(北米) 準優勝:Invincible Armada(韓国) 3位:Gankstars Sirius(北米) [25]
- Season3 2016年5月-6月 優勝:Invincible Armada(韓国) 準優勝:Hack(韓国) 3位:Gankstars Sirius(北米) [26]

#### Vainglory World Championship
- 2016年 優勝:Phoenix Armada(韓国) 準優勝:Team Solomid(北米) 3位:Gankstars Sirius(北米)[27]
- 2017年 優勝:Tribe Gaming(北米) 準優勝:Ace Gaming(韓国) 3位:Cloud 9(北米)[28]

### 国内大会・東アジア地域大会

#### GAMERS LEAGUE MASTERS
2015年9月より、賞金付きe-sports大会「GAMERS LEAGUE MASTERS（以下GLM） powered by seesaa」がシーサー株式会社によって開催された。
「GLM 2015 Autumn powered by seesaa」第2回大会は、2015年12月に開催された「Vainglory International Premier League(VIPL) Autumn Season」の出場権が競われた。しかしVIPLでは韓国に40日間の滞在を必要としたため、VIPLに出場できないチームが優勝した場合、出場権を他チームへ譲渡する必要があった。そのため事前にVIPLに参加可能と回答していたチームのうち、最終順位の高いUniversalCivilsがVIPLの出場権を得る形となった。
第3回大会はユーザー投票で選ばれた12名が4チームを組む形式で行われた。試合形式は全試合BO1である。
- 第0回 2015年9月 優勝:Rising-Y-Zenith 準優勝:DiVA 準決勝敗退:たくぞと愉快な仲間たち、EvG[32]
- 第1回 2015年10月 優勝:UCally 準優勝:DBpQq 準決勝敗退:Team GL、Speak Easy[33]
- 第2回 2015年11月 優勝:UCivilTOP 準優勝:trolltot 3位:UniversalCivils 準決勝敗退:BosK[30]
- 第3回 2015年12月 優勝:Team A 準優勝:Team D 準決勝敗退:Team B、Team C[31]
- 第4回 2016年3月 優勝:Vivianne 準優勝:DB RAGE 準決勝敗退:Team GL、JOKERace[34]

#### RAGE
2015年11月、SEMCは、日本初の大規模オフライン大会の開催に向け、動画プラットフォームOPENREC.TVを運営するCyberZとの提携を発表。また、CyberZが開催するeスポーツ大会「RAGE」の第一弾(「RAGE Vol.1」)として、Vaingloryが採用された。「RAGE Vol.2」は「ストリートファイターV」とともに行われ、Vainglory単独の賞金総額が200万円にのぼった。
- Vol.1 2016年1月 優勝:Team GL 準優勝:Divine Brothers 準決勝敗退:ILLMATIC、PotentiaL [36]
- Vol.2 2016年7月 優勝:Team GL 準優勝:ILLMATIC 準決勝敗退:Cinq Etoiles、team Falcon 2 [37]

#### 竜虎杯
2016年8月、SEMCは日韓公式大会となる「龍虎杯」を発表。9月に4チームが競った第1回大会、10月に2チームが競った第2回大会が行われた。第2回大会では、負けてしまったVivianneも、「Vainglory World Championships」の代表として出場することが発表された。
- Vol.1 優勝:Vivianne(日本) 準優勝:FA(韓国) 3位:ACE(韓国)、ILLMATIC(日本)[40][注釈 2]
- Vol.2 優勝:Phoenix Armada(韓国) 準優勝:Vivianne(日本) [39][注釈 3]

#### ARENA 8
2017年1月、東アジア地域でのeスポーツプレミアリーグ「ARENA 8」が開催された。過去の実績をもとにして、日本と韓国から4チームが選出され、合計8チームで競う方式である。賞金総額は8,000米ドル、試合形式は決勝がBO5、決勝以外はBO3で行われた。このリーグの模様はCyberZのOPENREC.TVで独占的に配信された。上位6チームには、ARENA 8 Spring Season(Vainglory 8)のリーグの参加資格が与えられた。
- 優勝：Team Phoenix(韓国) 準優勝:New Challenge(韓国) 3位:Detonation Gaming(日本) 3位決定戦敗退:ACE RED(韓国)

#### Vainglory 8
2017年3月より、SEMCはアジア初めてとなる、公式リーグ「Vainglory 8」を開始すると発表した。この大会は毎シーズン行われ、その年の年末の世界大会の出場権も争われる。

#### Vainglory Premier League
2018年7月より、東アジアサーバーで、5v5初のリーグ戦「Vainglory Premier League」が行われた。リーグ戦には8チームが参加し、過去の実績及び予選を勝ち抜いたチームが選出された。今大会では、WESG2018グランドファイナルの韓国代表が選出される。

## 歴史
アップデートは公式サイトに準拠。
- 2012年
  - 2月 - カリフォルニア市、サンマテオにSuper Evil Megacorpが設立される[45]。
- 2013年
  - 12月 - Vaingloryの前身であるKindred Asunderがシンガポールで公開される[2]。
- 2014年
  - 4月8日 - アップデート1.06。ゲームの呼称がVaingloryに変更される[VGO 1]。
  - 9月9日 - Appleのプレス向けイベントで、iOS 8に搭載された新技術「Metal」を最大限に活用したゲームとしてVaingloryが披露された[46]。
  - 9月24日 - アップデート1.1.0。初心者向けのチュートリアルモードおよびボットが登場[VGO 18]。
  - 10月2日 - オーストラリア、ニュージーランド、東南アジアの国々でVaingloryが公開された[47]。
  - 11月18日 - 北アメリカ、南アメリカ、アフリカ、中東でVaingloryが公開された[48]。
- 2015年
  - 3月5日 - Androidのクローズドβテストを開始する[49]。
  - 3月11日 - 韓国でVaingloryが公開される[50]。
  - 4月8日 - 日本上陸記念イベントが開催される[51]
  - 4月10日 - 日本でVaingloryがサービス開始される[52][注釈 7]。
  - 5月14日 - 台湾と香港でVaingloryが公開される[53]。
  - 5月27日 - アップデート1.5。初歩的なボット戦が登場。新アイテム「ミニオンの足」「カラクリ」登場[VGO 37]。
  - 6月9日 - WWDC2015にて、Vaingloryが「Apple デザインアワード」受賞[7]
  - 6月29日 - アップデート1.6。Androidで正式サービスが開始されると発表[VGO 3]。
  - 7月3日 - Vaingloryが正式ローンチ[54]。
- 2016年
  - 2月1日 - アップデート1.14。「ドラフトモード」がランク戦に導入[VGO 16]。
  - 4月25日 - アップデート1.17。大乱闘モード導入[VGO 9]。
  - 6月20日 - アップデート1.19。新アイテム「アイアンガードの契約」、「守護者の契約」、「ドラゴンブラッドの契約」、「ストーム・クラウン」、「ウォー・トレッド」、「ハルシオン・チャージ」、「フレア・ガン」導入[VGO 38][VGO 34]。
  - 7月25日 - アップデート1.20。五段階の難易度のボット戦を導入。低優先度キューの導入[VGO 8]。
  - 12月14日 - アップデート2.0。新アイテム「ポイズンナイフ」、「エコー」、「スランバー・ハスク」、「ヌルウェーブガントレット」導入。[VGO 19]。
- 2017年
  - 1月18日 - アップデート2.1。電撃モード（β版）導入[VGO 10]。
  - 5月30日 - アップデート2.5。クイックモードに「タレント」導入[VGO 15]。
  - 9月5日 - アップデート2.8。新アイテム「スペルソード」、「ヒーリング・フラスコ」の導入。「ハルシオンポーション」の削除。「Samsung DeX Station」などの一部のAndroidプラットフォームでのキーボードとマウスのサポートを開始[VGO 39]
  - 10月11日 - アップデート2.9。新アイテム「龍の目」、「スペル・ファイア」導入。Android 7.1.1以上のChromebookのキーボードとマウスのサポートを開始[VGO 40]。
  - 12月4日 - アップデート2.11。ガチンコモード導入[VGO 11]。
- 2018年
  - 2月7日 - アップデート3.0。5v5の正式リリース。5v5専用の新アイテム「テレポート・ブーツ」、「スカウトカメラ」、「スカウトパック」、「スカウトレンズ」、「スーパースカウト2000」、「フレアローダー」の導入[VGO 13]。
  - 6月10日 - アップデート3.4。新アイテム「キャパシタープレート」、「パルスウィーブ」、「新入りの掟」登場。「エコー」の削除。3v3に「ヒーリングフラスコ」、「スカウトカメラ」ボタンを導入。ジョイスティック操作の正式導入[VGO 29][VGO 21]。
  - 7月28日 - Vaingloryのクロスプラットフォーム化に伴い、WindowsとMacOSの先行公開版（アルファ版）が公開される[VGO 41]。
  - 12月10日 - アップデート3.9。新しいゲームモード（「ARAM」、「ランブル」、「ワンフォーオール」）の追加[VGO 14]。
- 2019年
  - 1月22日 - アップデート3.10。ゲーム内チャットの導入[VGO 42]。
  - 2月8日 - アップデート4.0。ゲームモードの再編[VGO 6]。
  - 2月14日 - SteamでのWindows・MacOS向けの早期アクセスを開始[55]。